# دولنی لوتینی
دولنی لوتینی (به چکی: Dolní Lutyně) یک منطقهٔ مسکونی در جمهوری چک است که در ناحیه کاروینا واقع شده‌است. دولنی لوتینی ۲۴٫۸۸ کیلومتر مربع مساحت و ۴٬۷۸۷ نفر جمعیت دارد و ۲۰۲ متر بالاتر از سطح دریا واقع شده‌است.